# چاملی (ترکیه)
چاملی (به ترکی استانبولی: Çameli) یک منطقهٔ مسکونی در ترکیه است که در استان دنیزلی واقع شده‌است.